# جک جی۵
جک جی۵ (به انگلیسی: JAC J5) یک خودروی کامپکت سدان است که به‌وسیلهٔ جی‌ای‌سی در چین تولید می‌شود.
جک جی۵ با قیمتی از ۶۲٬۸۰۰ یوان تا ۷۵٬۸۰۰ یوان در بازار چین معرفی شد. در سال ۲۰۱۴ این خودرو یک فیس‌لیفت را تجربه کرد که شامل تغییراتی در نمای جلو و عقب بود. قیمت آن در آن زمان از ۷۳٬۸۰۰ یوان تا ۹۸٬۸۰۰ یوان عنوان شد. این خودرو با موتورهای ۱٫۵ لیتری و ۱٫۸ لیتری چهارسیلندر خطی تنفس طبیعی و با دو جعبه‌دندهٔ ۵ دندهٔ دستی و ۴ دندهٔ خودکار عرضه شده‌است.

## فیس‌لیفت ۲۰۱۴
جک جی۵ فیس‌لیفت در مارس ۲۰۱۴ آشکار شد. در نسخهٔ فیس‌لیفت طراحی جلو و عقب دچار تغییر شده‌است. قیمت این خودرو در زمان عرضه از ۷۳٬۸۰۰ یوان تا ۹۸٬۸۰۰ یوان بود.

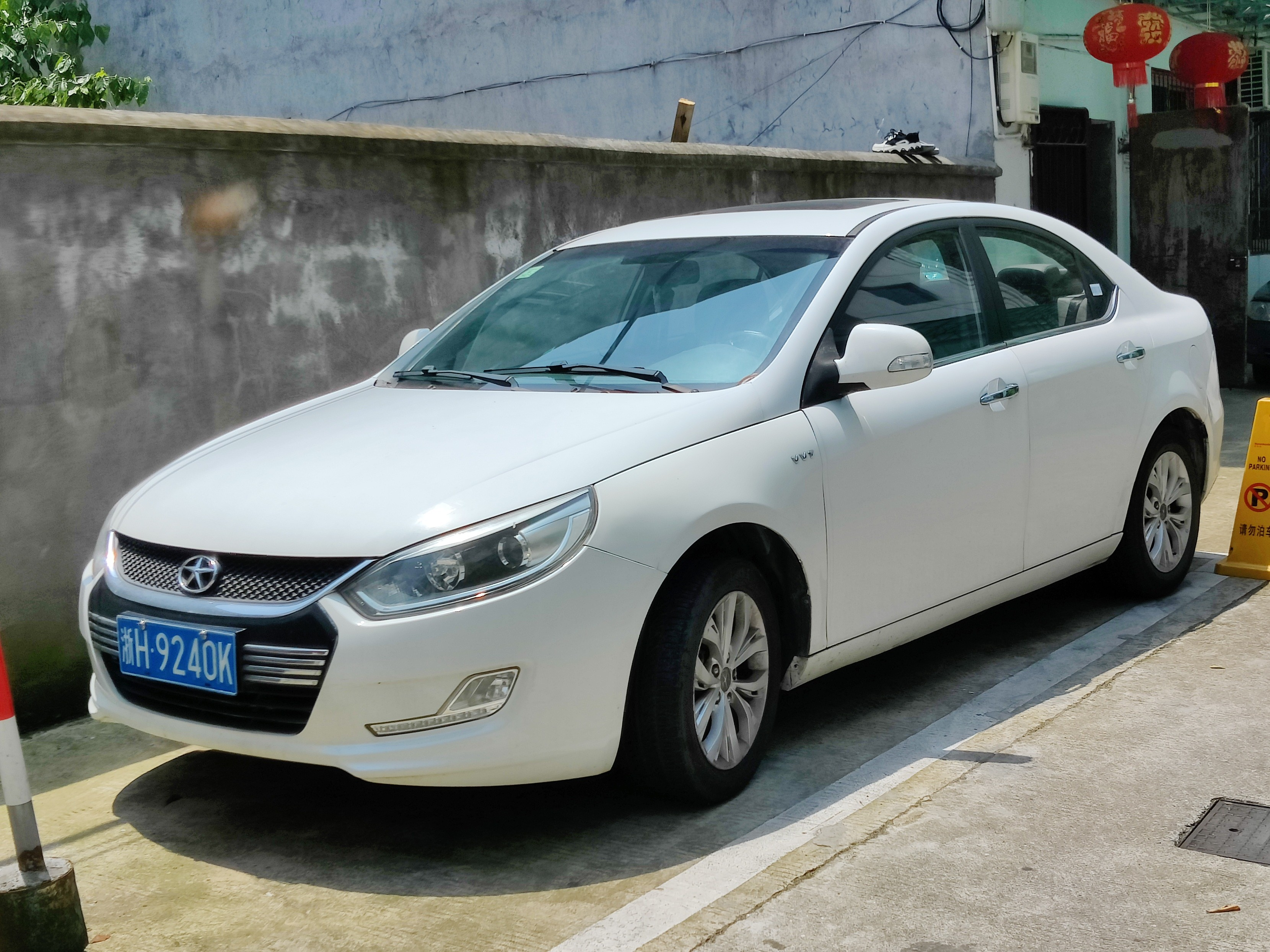
نمای جلو
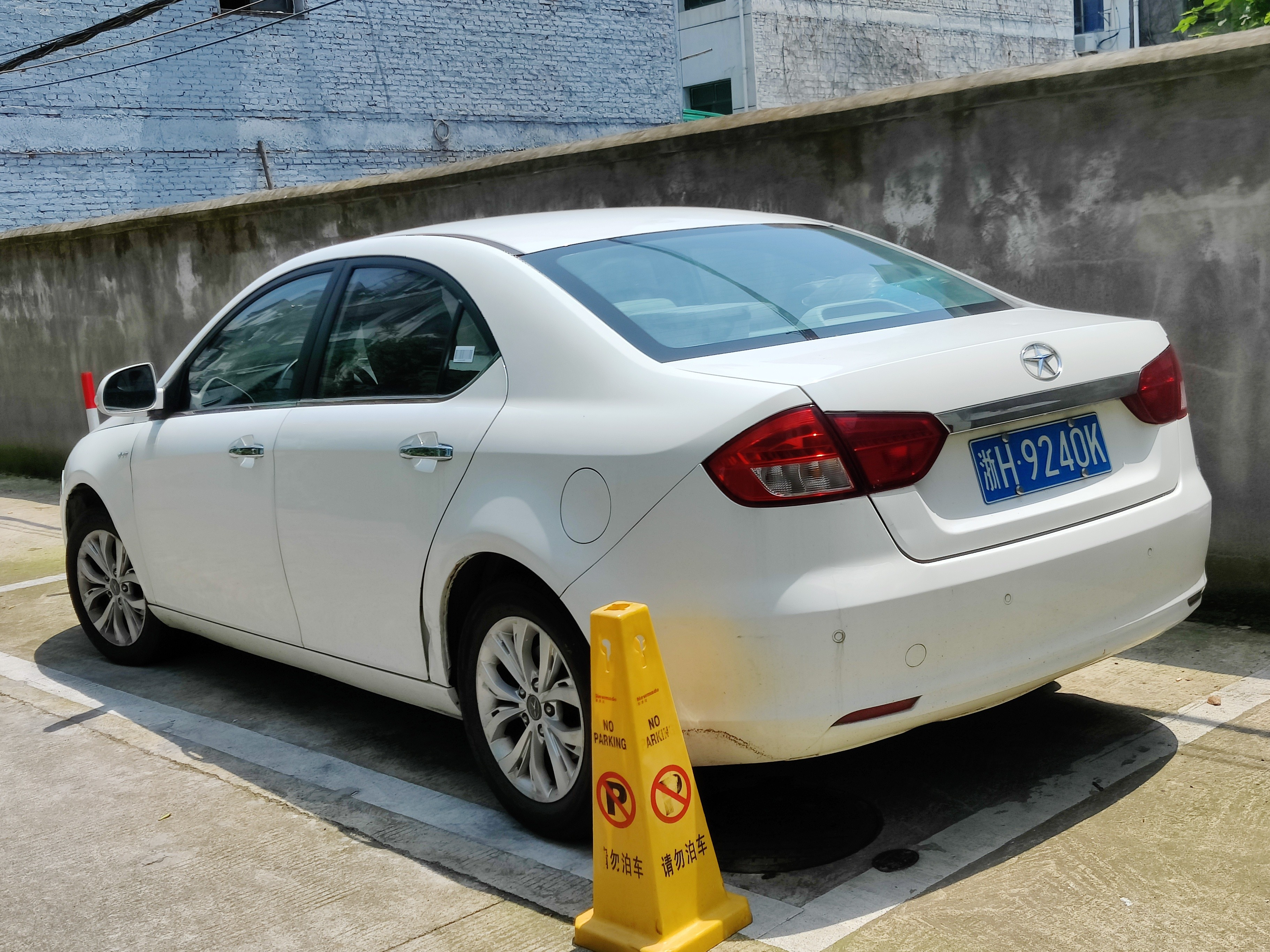
نمای عقب

## جک هیو سدان اسپرت ادیشن
جک هیو سدان اسپرت ادیشن یک خودروی اسپورت براساس جک جی۵ سدان است که دارای کیت بدنه، بالهٔ عقب و آلیاژ در جای جای بدنه است. موتور این خودرو با مدل استاندارد یکی است. این خودرو در مه سال ۲۰۱۲ با قیمت ۸۷٬۸۰۰ یوان معرفی شد.

## جک آی‌ئی‌وی‌ای۵۰
جک آی‌ئی‌وی‌ای۵۰ مدل برقی جک جی۵ است که می‌تواند به کمک موتور برقی خود تا ۵۰۰ کیلومتر برود. از این خودرو در مارس ۲۰۱۸ رونمایی شد. آی‌ئی‌وی‌ای۵۰ موتوری ۱۴۴ اسب بخاری دارد که قدرت خود را به دوچرخ جلو می‌فرستد. باتری‌های ۶۰ کیلوواتی در عقب این خودرو هستند. مدل پایهٔ این خودرو با یک باتری ۴۷ کیلوواتی توانایی پیمایش ۳۳۰ کیلومتر را دارد.

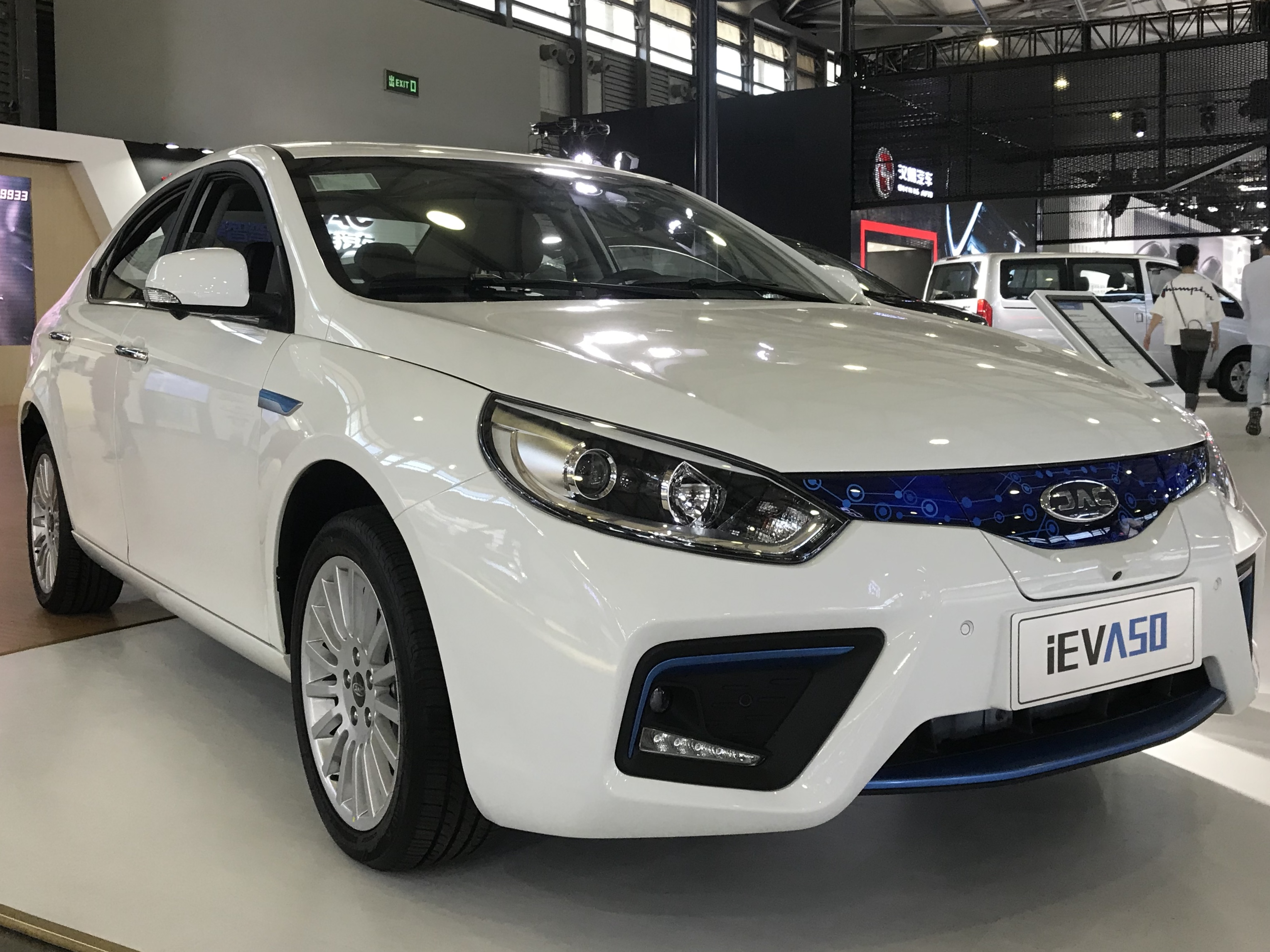
نمای جلو
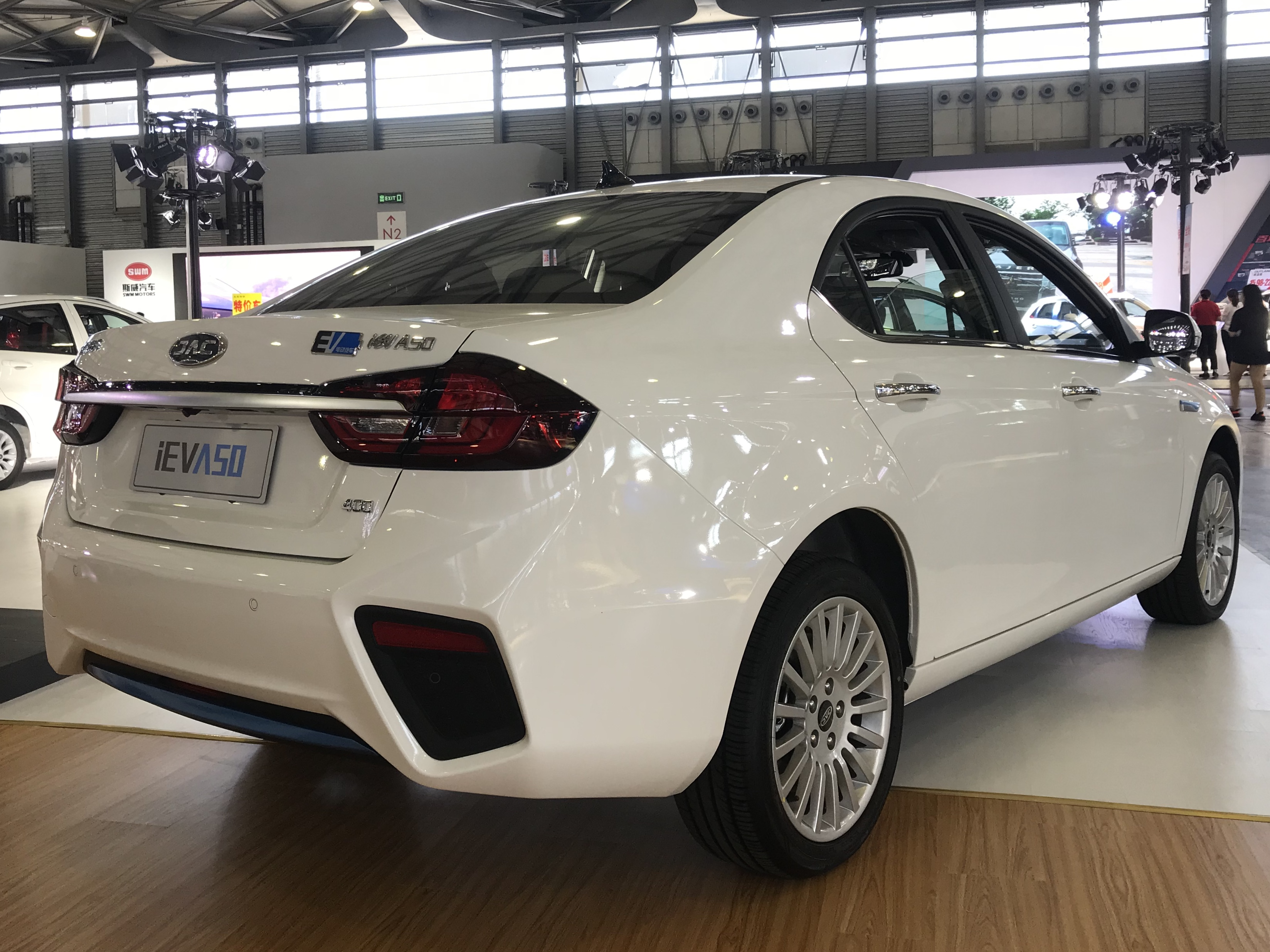
نمای عقب

### فیس‌لیفت ۲۰۱۹
فیس‌لیفت این خودرو در سال ۲۰۱۹ عرضه شد. در این فیس‌لیفت نمای جلو و عقب تغییرات زیادی را متحمل شدند.

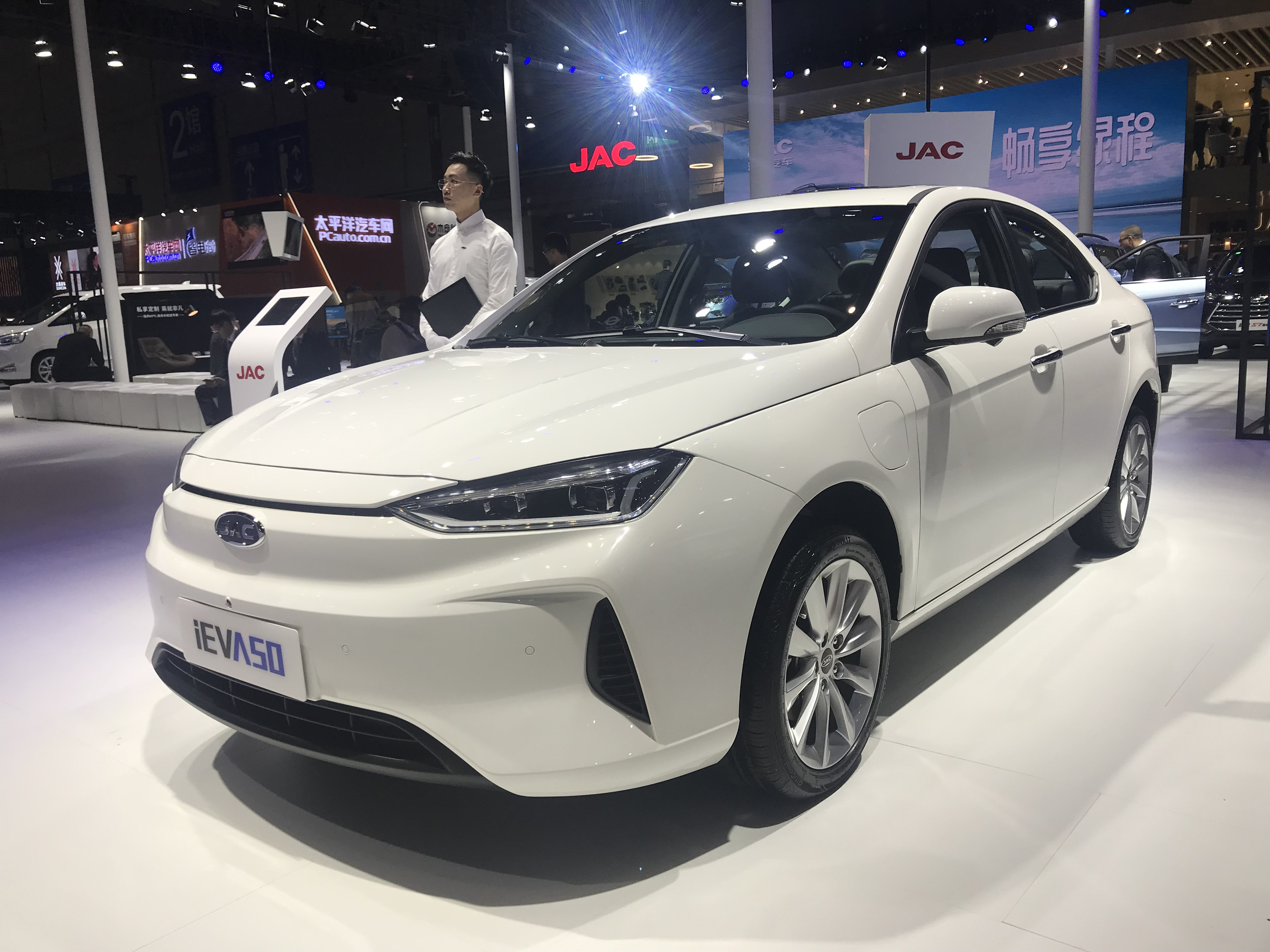
نمای جلو
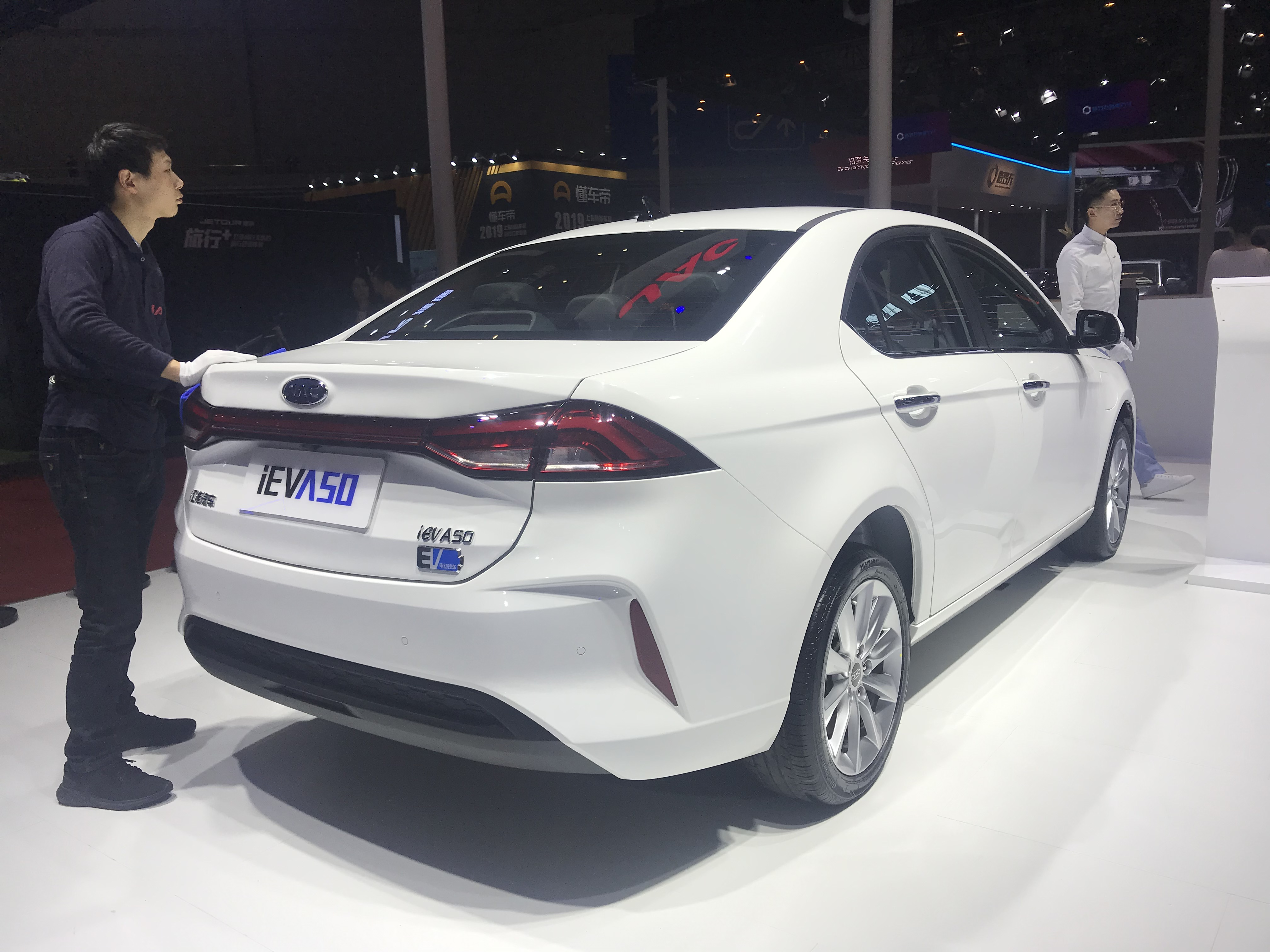
نمای عقب